# Demografía de Zimbabue
La demografía de Zimbabue estudia las condiciones de la población de Zimbabue en conjunto. Los temas que estudia incluyen la educación básica, la salud y las estadísticas poblacionales, así como las etnias y afiliaciones religiosas.

## Población
La población de Zimbabue ha crecido durante el siglo XX de acuerdo con un modelo de desarrollo de un país en vías de desarrollo, con unos altos índices de nacimientos y un descenso en los ratios de defunciones, provocando un incremento de la población. Este incremento rondaba el 3% en los años 1960 y principios de los años 1970. Tras un gran aumento en el número de nacimientos entre 1980 y 1983, tras la independencia del país, la tasa de nacimientos se ha estabilizado debido a los programas de difusión de métodos anticonceptivos. Se ha logrado disminuir el ratio hasta un 22‰, estimado para 2007, algo por debajo del ratio de nacimientos, que se sitúa en un 27‰. Esto provoca un bajo crecimiento natural respecto al resto del continente que ronda el 0,5%.
Zimbabue es parte de los países en vías de desarrollo, las Naciones Unidas estimaron la población de Zimbabue en 14,438,802 en 2018. Alrededor del 38.9% comprendía jóvenes menores de 15 años, mientras que otro 56.9% agrupaba a personas de entre 15 y 65 años, alrededor del 4.2% de los ciudadanos eran mayores de 65 años. Zimbabue tiene 16 idiomas oficiales: Chewa, Tonga, Chibarwe, Inglés, Kalanga, Koisan, Nambya, Ndau, Ndebele, Shangani, Shona, lenguaje de señas, Sotho, Tonga, Tswana, Venda, Xhosa. El inglés se usa ampliamente en la administración y principalmente las minorías blancas y de color (mestizos), lo consideran su lengua materna.
| Año          | Población    |
| ------------ | ------------ |
| 1900         | 0,7 millones |
| 1911 (censo) | 0,8 millones |
| 1921 (censo) | 0,9 millones |
| 1926 (censo) | 1 millón     |
| 1931 (censo) | 1,1 millones |
| 1941 (censo) | 1,5 millones |
| 1946 (censo) | 1,8 millones |
| 1951 (censo) | 2,3 millones |
| 1961 (censo) | 3,9 millones |
| 1969 (censo) | 5,1 millones |
| 1982 (censo) | 7,5 millones |
| 2000         | 11 millones  |

## Grupos étnicos
Los grupos étnicos de raza negra constituyen el 98,8% de la población del país. La mayor parte de la población, los Shona, representan entre el 80 y el 85%. Los ndebele son el segundo pueblo más numeroso con un 8 o un 10% de la población. Los ndebele son descendientes de los emigrantes zulúes del siglo XIX y de las otras tribus con las que se mezclaron. El apoyo a la oposición es particularmente fuerte entre las mayorías ndebele y shona. Más de un millón de ndebele. Los bantúes de otras etnias son el tercer grupo más numeroso con entre un 8 y un 10% de la población. La minoría blanca Datos del censo de 2022 muestran que 4078 habitantes se identificaban como personas blancas, mestizas o asiáticas. Los granjeros blancos poseen el 70 por ciento de los terrenos más productivos, a pesar de representar a una minoría racial de 2000 personas al año 2022, sobre una población total de 15 464 000 habitantes.

## Datos estadísticos
Población: 12.576.742 (estimación para julio de 2003), 11.342.521 (estimación para julio de 2000) La población estimada para 2021 era de 15 994 000 habitantes
Distribución de la población por edades
0-14 años: 39,7% (hombres 2.517.608; mujeres 2.471.342) (est. 2003), 39,64% (hombres 2.274.128; mujeres 2.222.277) (est. 2000)
15-64 años: 56,8% (hombres 3.600.832; mujeres 3.542.497) (est. 2003), 56,82% (hombres 3.251.860; mujeres 3.192.888) (est. 2000)
65 años o más: 3,5% (hombres 224.631; mujeres 219.832) (est. 2003), 3,54% (hombres 204.028; mujeres 197.340) (est. 2000) 
Media de edad
total: 18,9 años
mujeres: 18,9 años (2002)
hombres: 18,9 años
Tasa de crecimiento poblacional: 0,83% (est. 2003), 0,26% (est. 2000) 
Tasa de natalidad: 30,34 nacimientos/1.000 habitantes (est. 2003), 25 nacimientos/1.000 habitantes (est. 2000) 
Tasa de mortalidad: 22,02 muertes/1.000 habitantes (est. 2003), 22,43 muertes/1.000 habitantes (est. 2000) 
Tasa neta de migración: n/d
Población por sexos en distintas franjas de edad:
al nacer: 1,03 hombres/mujeres (est. 2003 y 2000)
menores de 15 años: 1,02 hombres/mujer (est. 2003 y 2000)
15-64 años: 1,02 hombres/mujer (est. 2003 y 2000)
65 años y más: 1.02 hombres/mujer (est. 2003), 1,03 hombres/mujer (est. 2000)
Total de la población: 1,02 hombres/mujer (est. 2003 y 2000) 
Tasa de mortalidad infantil:
total: 66,47 muertes/1.000 niños nacidos vivos (est. 2003), 62,25 muertes/1.000 niños nacidos vivos (est. 2000) 
mujeres: 63,69 muertes/1.000 niños nacidos vivos (est. 2003)
hombres: 69,17 muertes/1.000 niños nacidos vivos (est. 2003)
Tasa de adultos infectados del sida: 33,7% (est. 2001), 25% (est. 1999)
Número de habitantes infectadas del sida 2,3 millones (est. 2001)
Muertes por sida: 200.000 (est. 2001), 160.000 anualmente (est. 1999)
Esperanza de vida al nacer:
Total de la población: 39,01 años (est. 2003), 37,78 años (est. 2000)
hombres: 40,09 años (est. 2003), 39,18 años (est. 2000)
mujeres: 37,89 años (est. 2003), 36,34 años (est. 2000)
Tasa de fertilidad: 3,66 niños nacidos/mujer (est. 2003), 3,34 niños nacidos/mujer (est. 2000) 
Grupos étnicos (est. 2020) negros 99,35% (shona 80-84%; ndebele 8-10%), blancos 0,05%, estimada en un poco menos de 20.000 en 2005. Los mestizos representan al año 2020 0,3% y los asiáticos 0,2%.
Religiones: sincretismo (50%), cristianismo (25%), creencias indígenas (24%), musulmanes y otros (1%).
Idiomas: inglés (oficial), shona, sindebele (es el idioma de los ndebele, algunas veces llamado también ndbele), numerosos pero minoritarios dialectos tribales. El afrikáans desapareció del país.
Alfabetismo:
Total de la población: 90,7% (est. 2003), 85% (est. 2000)
Hombres: 94,2% (est. 2003), 90% (est. 2000)
Mujeres: 87,2% (est. 2003), 80% (est. 1995)